# Hermann Niemeyer (Verleger)
Hermann Niemeyer (* 16. April 1883 in Halle/Saale; † 12. Oktober 1964 in Dießen am Ammersee) war ein deutscher Verleger.

## Leben und Wirken
Hermann Niemeyer, ein Sohn des Verlegers Max Niemeyer, absolvierte eine Ausbildung zum Buchhändler in der Frommannschen Buchhandlung in Jena und bei Ermanno Loescher in Rom. Anschließend trat er in die Lippertsche Buchhandlung in Halle ein und übernahm den Verlag seines Vaters, Max Niemeyer. Als Verleger betreute er bedeutende Philosophen wie Edmund Husserl, Martin Heidegger, Max Scheler und Roman Ingarden. Seit 1913 erschien in seinem Verlag das Jahrbuch für Philosophie und phänomenologische Forschung und ab 1923 die Deutsche Vierteljahrsschrift für Literaturwissenschaft und Geistesgeschichte. Nach dem Zweiten Weltkrieg übersiedelte Hermann Niemeyer 1949 nach Tübingen, wo er zunächst im Verlag von Hans Georg Siebeck tätig war, der Niemeyers Tochter Marianne geheiratet hatte. Ab 1950 konnte Niemeyer seinen Verlag (Max Niemeyer Verlag Tübingen) weiterführen, während der Verlag in Halle 1953 verstaatlicht wurde und nur noch bis 1974 bestand. Das Tübinger Unternehmen entwickelte sich zu einem bedeutenden Verlag vor allem im Bereich der Geisteswissenschaften, das seit 1953 bzw. 1955 in eigenen Räumen tätig wurde.
Die Eberhard Karls Universität Tübingen und die Albert-Ludwigs-Universität Freiburg ernannten Niemeyer 1953 bzw. 1959 zum Ehrensenator. Im Jahre 1954 erhielt Niemeyer die Ehrendoktorwürde der Freien Universität Berlin.